# La Forest-Landerneau
La Forest-Landerneau is een gemeente in het Franse departement Finistère, in de regio Bretagne. De plaats maakt deel uit van het arrondissement Brest. La Forest-Landerneau telde op 1 januari 2022 1.999 inwoners.
In de gemeente ligt de spoorweghalte  La Forest-Landerneau.

## Geografie
De oppervlakte van La Forest-Landerneau bedroeg op 1 januari 2022 9,21 vierkante kilometer; de bevolkingsdichtheid was toen 217 inwoners per km².

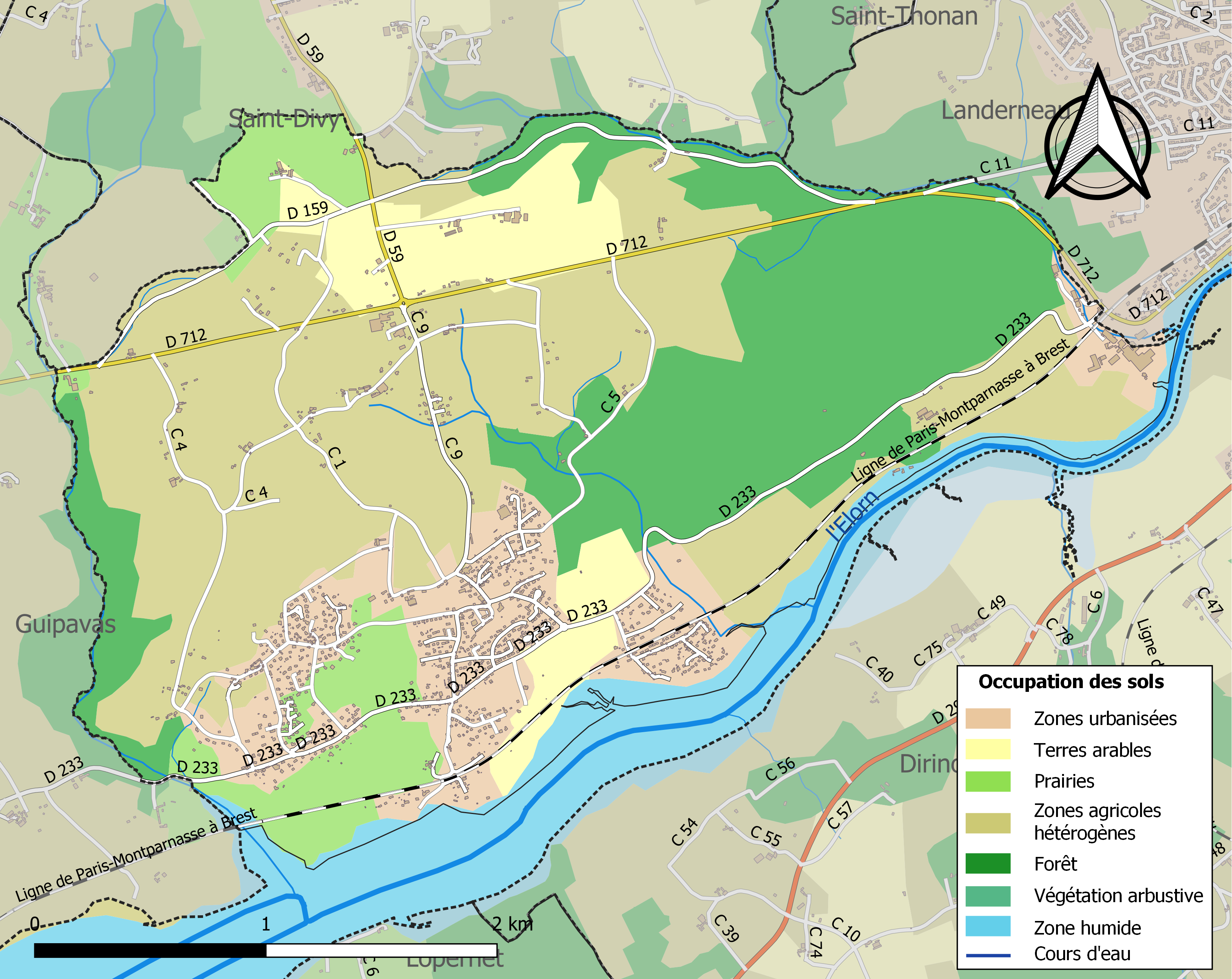
Kaart van de gemeente met belangrijkste infrastructuur, bodemgebruik en omliggende gemeenten

## Demografie
Onderstaande figuur toont het verloop van het inwonertal (bron: INSEE-tellingen).